# Stibeutes brevicornis
Stibeutes brevicornis är en stekelart som först beskrevs av Lange 1911.  Stibeutes brevicornis ingår i släktet Stibeutes och familjen brokparasitsteklar. Inga underarter finns listade i Catalogue of Life.